# レアルモン
レアルモン （Réalmont、オック語:Reialmont / Rièlmont）は、フランス、オクシタニー地域圏、タルヌ県のコミューン。

## 地理
県中央部に位置し、アルビおよびカストルへは等しい距離である。ダドゥ川とは2km離れている。そこでは水車が運営されていたが、今日では製粉工場に置き換わっている。
地中海性気候と海洋性気候が混ざり合った、穏やかな気候の恩恵を受けている。

## 歴史

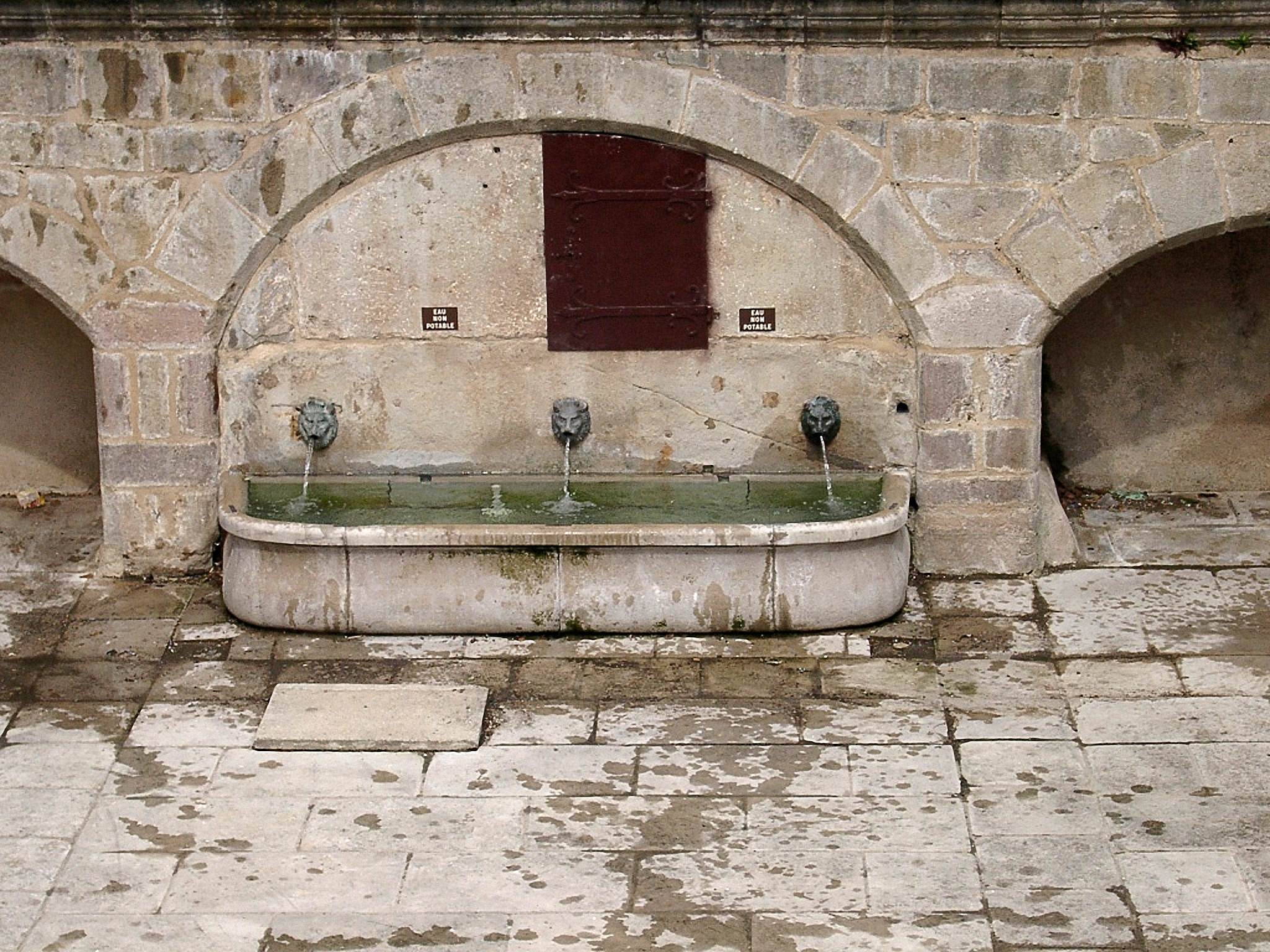
フレジェールの泉

フィリップ3世時代の1272年3月12日、ギヨーム・ド・コアルドンはフランス王のバスティッドを建設し、レアルモンと名付けた。レアルモンの町は、アルビの裕福な荘園主ベルナール・ド・ボワスゾンの土地に作られていた。彼はロンベール男爵の土地に借地権を持っていたが、異端審問で異端の判決を受けて没収されていた。また、この地方では地元の領主の権限が非常に大きかったので、フランス王は自らの威信を高めるためにバスティッド建設が必要であった。フィリップ3世がレアルモン一帯の森林を一掃するよう命じたのはここに理由がある。新たなバスティッドを建設するのは、カトリック信仰を擁護し王権することになった。
レアルモンとは『王家の山』（mont réal, mont royal）から生じている。
1629年、コンデ公アンリはプロテスタント勢力がレアルモンを掌握したのに反応して、町を攻略し略奪した。
町の中心部は古いバスティッドで構成されている。アーケードのある広場が教会を囲む。町の中心部を囲む大通りは、古い城壁の跡にその建設の構想を与えた。
レアルモンの過去の証人は、バルコニーが張り出した住宅や絵のように美しい小路であり、魅力の全てを貸し与えている。

## 人口統計
| 1962年 | 1968年 | 1975年 | 1982年 | 1990年 | 1999年 | 2009年 | 2014年 |
| ------ | ------ | ------ | ------ | ------ | ------ | ------ | ------ |
| 2362   | 2505   | 2618   | 2538   | 2631   | 2850   | 3277   | 3356   |

参照元:1962年から1999年までは複数コミューンに住所登録をする者の重複分を除いたもの。それ以降は当該コミューンの人口統計によるもの。1999年までEHESS/Cassini、2006年以降INSEE。